# ريك غرايمز
ريك غرايمز (بالإنجليزية: Rick Grimes) شخصية خيالية، وبطل رواية القصص المصورة الموتى السائرون والمسلسل التلفزيوني بنفس العنوان. الشخصية من اختراع الكاتب روبرت كيركمان والرسام توني مور. ظهر لأول مرة في سلسلة الكتب المصورة الموتى السائرون في العدد الأول في عام 2003. ريك غرايمز شرطي في بلدة صغيرة زوجتهُ لوري غرايمز وإبنهما كارل غرايمز. يستيقظ غرايمز من غيبوبة ليجد العالم مجتاحاً بالموتى السائرون.
وصفت شخصية ريك غرايمز بالرجل الاعتيادي الذي يرتكز على القوانين والأعراف الاجتماعية والأخلاقية. أدى أندرو لينكولن دور شخصية غرايمز في المسلسل التلفزيوني الموتى السائرون وحصل على الدور في أبريل عام 2010. حصل لينكولن على إستحسان النقاد بأداءه، وحصل على عدة ترشيحات لجوائز تلفزيونية وفاز بجائزة زحل لأفضل ممثل في مسلسل تلفزيوني عام 2015.

## ظهور الشخصية

### سلسلة الكتب المصورة
ظهر ريك غرايمز في العدد الأول من سلسلة الكتب المصورة الموتى السائرون، في عام 2003.

### المسلسل التلفزيوني
ظهر ريك غرايمز في الحلقة الأولى من الموسم الأول من مسلسل الموتى السائرون، في عام 2010.

## وصلات خارجية
- ريك غرايمز في قاعدة بيانات الأفلام على الإنترنت
- ريك غرايمز على موقع AMC